# Mangelia rhabdea
Mangelia rhabdea är en snäckart som beskrevs av Dall 1927. Mangelia rhabdea ingår i släktet Mangelia och familjen kägelsnäckor. Inga underarter finns listade i Catalogue of Life.